# 국경일

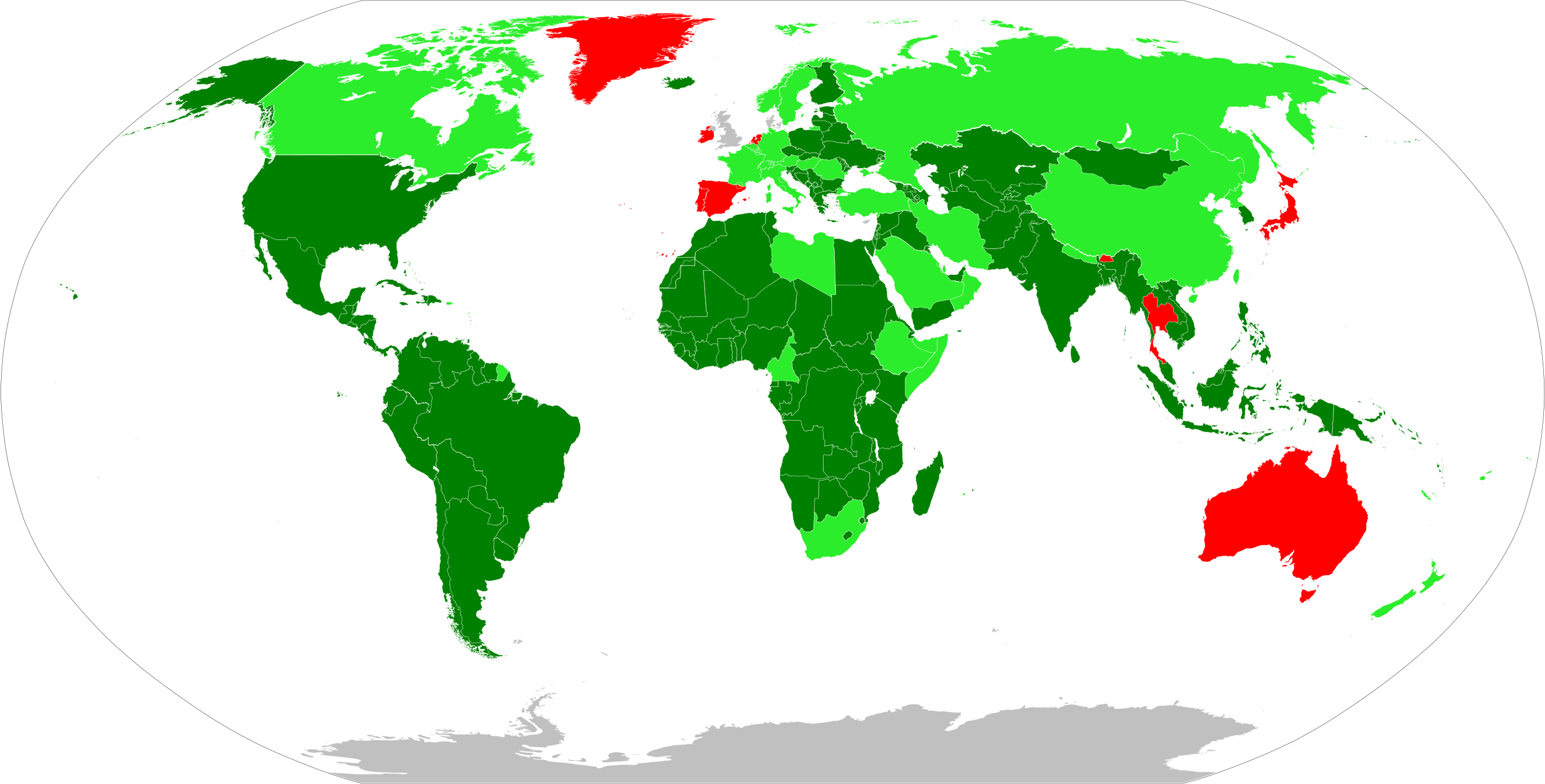
독립 관련 국경일
통합/혁명 관련 국경일
기타 이유의 국경일
공식 국경일이 없음

국경일(國慶日, 영어: National Celebration Day) 또는 국경절(國慶節)은 역사적으로 뜻깊은 날을 기념하기 위하여 법률로 정한 경사스러운 날을 말한다. 국경일은 대부분 공휴일로 정해져 있고 각종 기념식과 경축 행사를 하며, 가정에서는 국기를 게양한다.
국경일은 국가나 국민의 국가 지위를 기념하는 날이다. 이는 독립일, 공화국이 된 날, 연방이 된 날일 수도 있고 수호성인이나 통치자에게 중요한 날(생일, 즉위, 해임 등)일 수도 있다.
국경일은 공식적인 공휴일인 경우가 많다. 많은 국가에는 국경일이 두 개 이상 있다. 덴마크와 영국은 국경일이 없는 유일한 국가이다. 영국은 제국의 날을 버렸고, 덴마크에는 공휴일이 아닌 제헌절이라는 비공식 축하 행사가 있다. 국경일은 민족주의 시대와 함께 등장했으며, 대부분은 19세기와 20세기에 나타났다.
국경일은 국가와 역사에 따라 독립기념일(Independent Day), 해방일(Liberation Day), 공화국 기념일(Republic Day)이라고도 한다.

## 대한민국의 국경일
대한민국은 1949년 10월 1일에 제정한 법률 제53호 "국경일에 관한 법률"로 4대 국경일을 정하였다. 그 후 2005년에 한글날을 국경일에 추가하여 대한민국의 국경일은 5일이다.
- 삼일절(3월 1일)
- 제헌절(7월 17일): 2007년까지는 공휴일이었으나, 2008년부터 공휴일에서 제외되어 현재 국경일 중 유일하게 공휴일이 아니다.[1]
- 광복절(8월 15일)
- 개천절(10월 3일)
- 한글날(10월 9일): 2013년부터 공휴일로 다시 지정되었다. 국경일이 되기 전에는 1949년부터 1990년까지 공휴일이었다.

참고로 현충일은 대한민국을 위하여 목숨을 바친 애국 선열과 국군 장병들의 넋을 위로하고 충절을 추모하기 위한 기념일로, 국경일이 아니다.

## 기타 국가의 국경일
미국에서는 1869년 연방회의에서 헌법 100년 기념제를 제정하였으며, 7월 4일을 독립기념일로 기념하고 있다. 영국의 이스터 먼데이(부활절 다음 날), 중화인민공화국의 중화인민공화국 국경절(10월 1일), 중화민국의 중화민국 국경일(10월 10일), 일본의 기원절(2월 11일), 제2차 세계대전 승전기념일 (서방진영은 5월 8일, 러시아는 5월 9일), 프랑스의 혁명 기념일(7월 14일) 등도 유명한 국경일이며, 크리스마스(12월 25일), 부처님 오신 날(음력 4월 8일) 등을 국경일로 지정한 나라들도 있다.
일본의 국경일은 공휴일과 거의 동일하나, 일본 내각 당국에서 지정한 일부의 특수 기념일에 한하여 국경일로 지정된 상태이다. 그래서 천황탄생일, 건국기념의 날 등 두 기념일이 일본에서 법적으로 선정된 국경일이기도 하다.

## 같이 보기
- 대한민국의 기념일
- 대한민국의 공휴일
- 한국방문의 해
- 지역방문의 해
- 건국기념일
- 독립기념일
- 기념일